# Traian Cihărean
Traian Ioachim Cihărean (n. 13 iulie 1969, Telciu, România) este un halterofil român, laureat cu bronz la Barcelona 1992.

## Legături externe
Materiale media legate de Traian Cihărean la Wikimedia Commons
- Traian Cihărean la Comitetul Olimpic și Sportiv Român (arhivat)
- en Traian Cihărean la Olympedia.org